# DJ Ashba

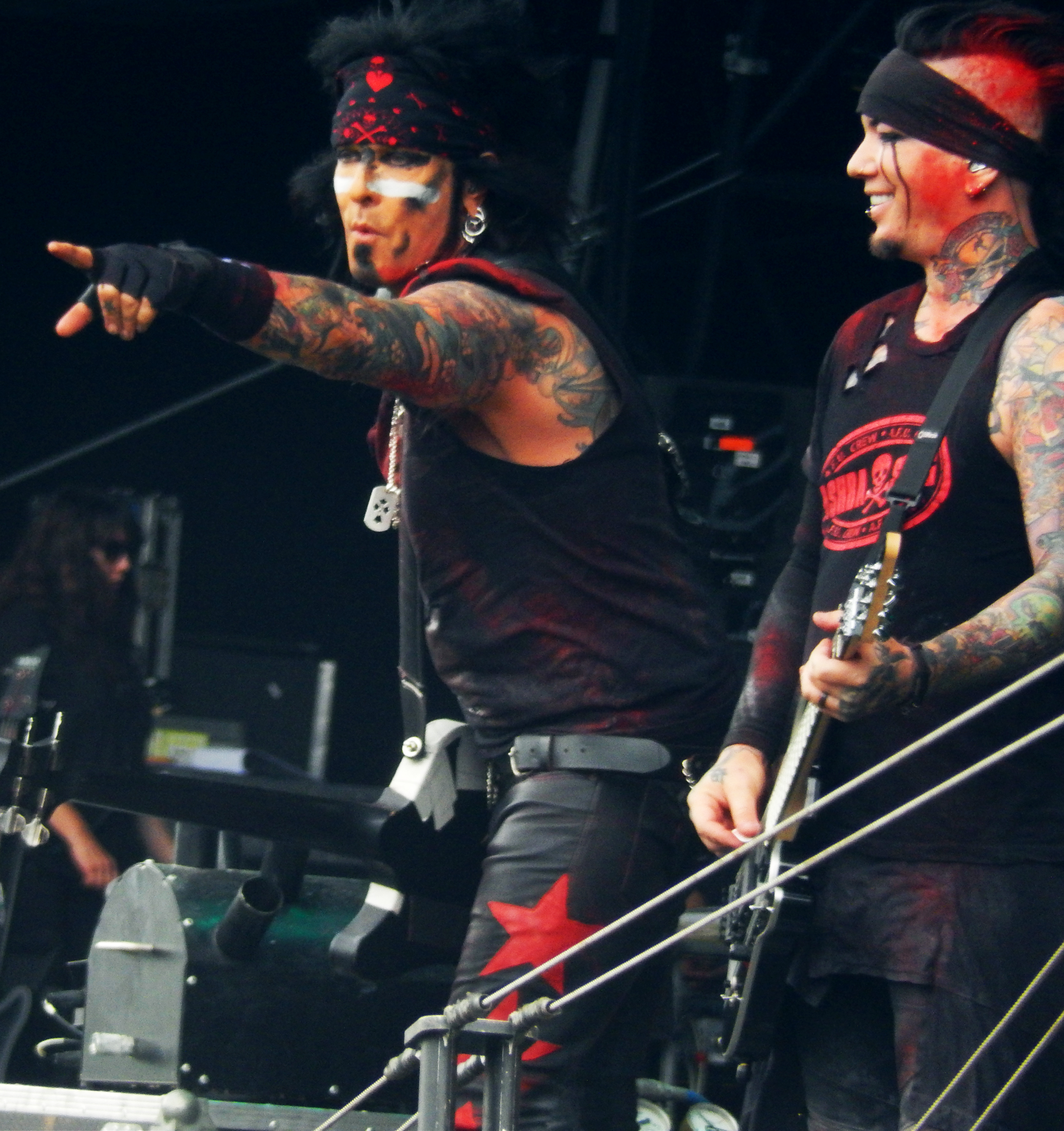
DJ Ashba avec SixxA.M au Hellfest 2016

Daren Jay Ashba connu sous le nom Dj Ashba, né le 10 novembre 1972 à Monticello (Indiana) est un musicien, compositeur, producteur et graphiste américain. Il est actuellement le guitariste du groupe Sixx:A.M.. Il est aussi connu pour son travail avec Bulletboys et Beautiful Creatures. Il a aussi collaboré entre autres avec Drowning Pool, Marion Raven, Aimée Allen, Neil Diamond ou encore sur le dernier album de Mötley Crüe. En 2009, il est engagé comme guitariste dans le célèbre groupe américain Guns N' Roses. Il quitte la formation en 2015  d'un commun accord avec le chanteur Axl Rose après six ans de bons et loyaux services et plusieurs tournées mondiales.

## Jeunesse
Il a été élevé par sa mère, pianiste de formation classique, qui a commencé à lui enseigner la musique. Dj effectue son premier récital de piano à l'âge de cinq ans où il joue l'Ode à la joie de Beethoven. Ensuite il apprend la batterie en construisant un kit avec des poubelles, des casseroles et des poêles avant d'avoir une vraie batterie à l'âge de six ans. À huit ans, alors qu'il travaille comme saisonnier dans les champs de maïs pour pouvoir se payer sa première guitare, il fait la connaissance d'un guitariste local dans le bus. Chaque jour il apprend un accord différent qu'il répète en rentrant chez lui. Dj passe parfois jusqu'à 17h par jour à pratiquer la guitare dans sa chambre.
Pour l'anniversaire de ses 16 ans, le père de Dj l’emmène voir un concert de la tournée « Girl Girl Girl » de Mötley Crüe. « La foule, la musique, les lumières! C'est la nuit où j'ai réalisé que quoi qu'il arrive, je serai sur scène un jour. »
À 19 ans, Dj part pour Hollywood pour devenir une rockstar.

## Carrière
Dj rejoint le groupe Barracuda et tourne avec eux pendant deux ans avant de partir faire son premier album solo instrumental "ASHBA: Addiction To Friction" en 1996. En 1998, il rejoint le groupe Bulletboys.
En 1999, il cofonde Beautiful Creatures avec le chanteur de Bang Tango, Joe Lesté. Le groupe joue avec Kiss devant 60 000 fans et poursuit avec Ozzfest, Rolling Rock tour et Marilyn Manson. Des chansons apparaissent aussi dans les films Rollerball et Valentine, ainsi que dans Smallville.
En 2002, il quitte Beautiful Creatures. Il fonde un nouveau groupe qu'il nomme simplement ASHBA.
Dj rejoint ensuite Nikki Sixx, bassiste de Mötley Crüe et James Michael pour créer le groupe Sixx:A.M. (Sixx, Ashba, Michael). En 2007, ils réalisent The HEROIN DIARIES SOUNDTRACK, acclamé par la critique. Leur premier titre "Life is Beautiful" devient #1 dans les charts américains. 
Alors que le groupe n'avait pas l'intention de faire une tournée, ils rejoignent Motley Crue sur le Crüe Fest 2008 avec Buckcherry, Papa Roach et Trapt.
Le 21 mars 2009, Dj est annoncé comme un des nouveaux guitaristes du groupe Guns N'Roses  à la place de Robin Finck. Le 27 juillet 2015, il annonce dans un communiqué qu'il quitte définitivement le groupe avec lequel il n'a pas enregistré la moindre chanson.
Le 5 mai 2011, Sixx:A.M. sort son nouvel album, This is gonna hurt.

## AshbaMedia Inc.
En 2003, Dj fonde AshbaMedia, Inc (AMI), une agence de design créatif. Parmi ses clients, Virgin, Ovation Guitar, Royal Underground Clothing et Sony Playstation.
En 2012 il dessine, en collaboration avec Ryan Friedlinghaus de West Coast Customs, l'Ashba Challenger. Un modèle personnalisé de Dodge Challenger SRT-8. Il appelle sa version de la voiture The Death Ride.

## Ashbaland Inc.
En 2005, Dj fonde Ashbaland Inc., une société de production dans laquelle il écrit et produit de la musique. Il a travaillé avec des artistes comme Mötley Crüe, Neil Diamond, Run-DMC et Drowning Pool. Il a coproduit et écrit sur l'album Saints of Los Angeles de Motley Crue, qui a été nommé pour un Grammy Awards en 2007.
En 2012 il produit, écrit et compose intégralement un album bande-son pour le Goretorium d'Eli Roth.

## Ashbaswag
En 2008, Dj fonde sa propre ligne de vêtements: Ashbaswag (branche d'AshbaMedia Inc.) avec l'aide de Cody Varona de la marque Forgotten Saints qui réalise ses tenues de scène. 
L'idée lui vient après avoir remarqué que de nombreux fans œuvraient d'imagination pour reproduire les vêtements qu'il porte sur scène.
Il décide donc de produire la ligne Stage Clothes où il propose des reproductions de ses tenues de scène puis dessine ses propres créations. En 2013 il développe une nouvelle ligne Streetwear proposant des articles dans un style plus classique.

## Autres
Depuis 2012, Dj est porte parole pour BullyVille Inc. qui a pour objectif de lutter contre l'intimidation sous toutes ses formes (harcèlement moral, harcèlement sexuel etc.). Sur le site de BullyVille, Dj raconte son enfance difficile face à un père violent.

## Discographie
- Sixx:A.M. - Prayers For The Blessed (Vol.2) (2016)
- Sixx:A.M. - Prayers For The Damned (Vol.1) (2015)
- Sixx:A.M. - Modern Vintage (2014)
- DJ Ashba - Eli Roth's Goretorium (2012)
- Sixx:A.M. - This Is Gonna Hurt (2011)
- Mötley Crüe - Saints of Los Angeles (2008)
- Sixx:A.M. - The Heroin Diaries (2007)
- Beautiful Creatures - Beautiful Creatures (2001)
- ASHBA - Addiction to the Friction (1996)